# مجید مصطفوی
مجید مصطفوی (زاده۲۸ دی ۱۳۲۶ در تهران) وکیل پایه یک دادگستری، مترجم, نویسنده و محقق ایرانی است.

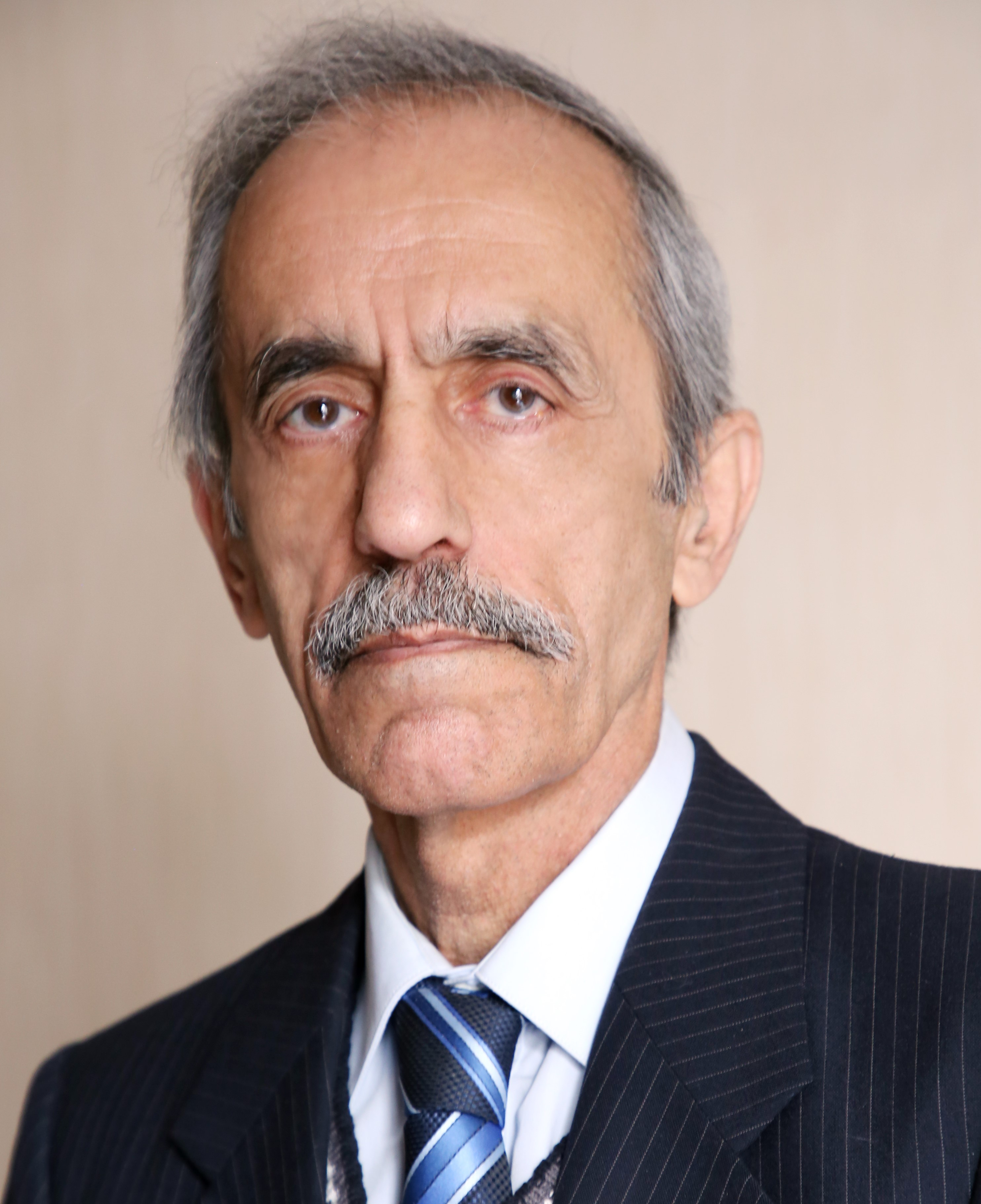

وی فرزند دکتر سید جلال مصطفوی کاشانی (پزشک، طبیب، استاد دانشگاه و محقق بزرگ ایرانی در طب سنتی) و برادر فرید مصطفوی (فیلم‌نامه‌نویس مشهور ایرانی) است.
وی در سال ۱۳۴۲ تحصیلات سه ساله دوم متوسطه در دبیرستان دارالفنون در خیابان ناصرخسرو در رشته ادبی گذراند و در سال ۱۳۴۵ با نشریه "دنیای علم" (به صاحب امتیازی پدرش، دکتر جلال مصطفوی کاشانی) در زمینه تهیه و گردآوری مطالب، نگارش و ترجمه، ویراستاری، تهیه جدول کلمات متقاطع، کار در چاپخانه، و.... همکاری کرد. در همین سال ها از دانشکده حقوق و علوم سیاسی دانشگاه تهران دررشته علوم سیاسی (چهار سال – تا سال ۱۳۴۹) فارغ التحصیل شد.
از آذر ۱۳۵۱ تا مهر ۱۳۵۶  در وزارت اطلاعات (که بعداً به وزارت اطلاعات و جهانگردی تغییر نام یافت) مشغول کار شد؛ ابتدا به صورت پیمانی به عنوان کارشناس علوم اجتماعی و سپس از سال ۱۳۵۳ به طور رسمی به عنوان کارشناس امور انتشارات داخلی و کارشناس نظارت و ارزشیابی بود و در تاریخ ۱۳۵۶ استعفا داد. در همین سال کارآموزی وکالت با دکتر احمد متین دفتری را آغاز نمود و یک سال بعد به کار وکالت دادگستری پرداخت.
مجید مصطفوی در سال ۱۳۶۶ همکاری با "مرکز اطلاعات فنی ایران" به مدیریت جهانبخش و جهانگیر نورائی را شروع کرد و در سال ۱۳۳۹ دفتر وکالت و مشاوره حقوقی بین المللی با جهانبخش نورائی در سه راه طالقانی و پس از آن در یوسف آباد را راه اندازی کرد.
وی از سالهای جوانی با مطبوعات در زمینه مقالات و ترجمه های سینمایی و ادبی از جمله دنیای علم، آژنگ هوایی، روزنامه آیندگان، نامه نور، سینمای نوین، ماهنامه فیلم،  ماهنامه مفید، دنیای سخن، نامه بازرگانی، فیلم و سینما، فیلم نگار و نگاه نو همکاری داشت و در سال های اخیر با ماهنامه سینمایی فیلم امروز همکاری دارد. 
مجید مصطفوی تا به امروز بیش از ۱۵ ترجمه و تالیف انجام داده که شامل کتب سینمایی، نمایشنامه و ادبی هستند و بیش از ده کتاب دیگر در دست انتشار دارد. سال ۱۳۹۵ انتشار کتاب "راهنمای سینمای آمریکای لاتین" (نشر چشمه) و فرهنگ واژه ها و مفاهیم سینمایی (تالیف) نشر روزنه کار از بزرگترین کارهای وی است که حاصل چند سال تحقیق و ترجمه است.

## ترجمه ها
۱- یاسوجیرو ازو (مجموعه مقالات درباره ازو) از انتشارات ماهنامه فیلم – ۱۳۶۷
۲- چاقو در آب (فیلمنامه، نوشته رومن پولانسکی، یرژی اسکولیموفسکی و یاکوب گلدبرگ)، نشر نی - ۱۳۷۷ (چاپ دوم در سال ۱۳۸۳)
۳- گاردن پارتی (نمایشنامه، نوشته واسلاو هاول)، نشر نیلا – ۱۳۸۲
۴- اکوئوس/ اسب (نمایشنامه، نوشته پیتر شفر)، نشر تجربه - ۱۳۸۳
۵- تعطیلی از دست رفته (فیلمنامه، نوشته بیلی وایلدر)، نشر نیلا - ۱۳۸۵
۶- ریورساید درایو (نمایشنامه، نوشته وودی آلن)، نشر نیلا – ۱۳۹۱
۷- مشنگ ها (نمایشنامه، نوشته نیل سایمون)، نشر نیلا – ۱۳۹۴
۸- اتاقی در هتل لندن (نمایشنامه، نوشته نیل سایمون)، نشر نیلا – ۱۳۹۵
۹- سینمای صامت (لیام اولیری و پل شرودر رودریگث)، نشر شوند – ۱۳۹۵
۱۰- سینمای آمریکای لاتین (تألیف)، نشر چشمه، چاپ اول ۱۳۹۵، چاپ دوم ۱۳۹۶
۱۱- پیکاسو در لاپن آژیل (نمایشنامه، نوشته استیو مارتین)، نشر شوند – ۱۳۹۶
۱۲- پابرهنه در برادوی: زندگی و آثار نیل سایمون (تألیف) نشر نیلا - ۱۳۹۹
۱۳- صد سال تنهایی (خلاصه رمان و تحلیل آن، گروهی از دانش آموختگان دانشگاه هاروارد) نشر روزنه کار - ۱۴۰۲
۱۴- آله خاندرو خودوروفسکی: نابغه یا دیوانه؟ (تالیف) نشر روزنه کار - ۱۴۰۲
15- طناب؛ نمایشنامه ای در سه پرده (پاتریک همیلتون) (ترجمه) نشر روزنه کار - 1403
16 - فرهنگ واژه ها و مفاهیم سینمایی (تالیف) نشر روزنه کار - 1403
17 - خوشه های خشم (خلاصه رمان و تحلیل آن، گروهی از دانش آموختگان دانشگاه هاروارد) نشر روزنه کار - 1403
18 - جنگ و صلح (خلاصه رمان و تحلیل آن، گروهی از دانش آموختگان دانشگاه هاروارد) نشر روزنه کار - 1403